# Quora
Quora ist ein amerikanisches Unternehmen mit der Zielsetzung, im Internet Antworten auf konkrete Fragen zu geben. Quora wurde 2009 gegründet. Das Kunstwort lehnt sich an Quorum (Umfrage, Abstimmung, Mindestanwesenheit) an.

## Geschichte

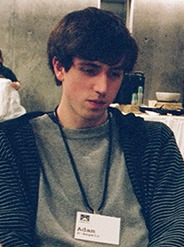
Adam D’Angelo, 2011
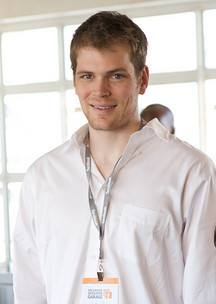
Charlie Cheever, 2009

Quora wurde im Juni 2009 als digitaler Auskunftsdienst von Adam D’Angelo (ehemaliger CTO von Facebook), Charlie Cheever und anderen gegründet. Die Beta-Version ging im Dezember 2009 ans Netz, seit dem 21. Juni 2010 ist der Dienst öffentlich und kostenlos zugänglich. Um Quora nutzen zu können, ist eine Anmeldung per E-Mail, Google-Konto oder Facebook-Account erforderlich.
Im März 2010 erhielt Quora eine Finanzierung von Benchmark Capital. Gerüchten zufolge wurde das Startup im Jahr 2010 mit 86 Mio. US-Dollar bewertet.
Im Jahr 2017 konnte Quora bei einer Finanzierungsrunde D weitere 85 Mio. US-Dollar von Investoren erhalten.
Zu den Beratern der Firma gehört der Wikipedia-Gründer Jimmy Wales.
Seit August 2016 gibt es Quora auf Spanisch, im Frühjahr 2017 kamen französische und italienische Versionen dazu, im Juli 2017 auch eine deutschsprachige Ausgabe.

## Funktionsweise
Die Gründer versuchten von Anfang an, einen elitären Nutzerkreis aufzubauen, indem sie bekannte Größen der Technikwelt als Experten zum Beantworten von Fragen gewannen. So erklärte AOL-Gründer Steve Case in acht Schritten, wie die Dotcom-Blase platzte. Der Google-Produktmanager Nate Smith gab Antwort auf die Frage, wie in der Google-Bildersuche Bilder mit bestimmten Farben gesucht werden. Der Facebook-Mitbegründer Dustin Moskovitz erklärte die Hintergründe zum Facebook-Film The Social Network.
Ziel von Quora ist es, den Nutzern Antworten auf jedmögliche Fragestellung zu geben. Dabei will Quora eine Wissensdatenbank aufbauen, die eine Suche bei Wikipedia oder Google überflüssig machen soll. Ähnlich wie bei den bekannten Netzwerken Twitter – jetzt X – und Wikipedia ist es bei Quora möglich, sich über Verknüpfungen von Frage zu Frage zu bewegen und so seinen Interessen zu folgen. Zudem gibt es Funktionen ähnlich denen von Microblogging-Diensten und anderen sozialen Netzwerken. So können Nutzer anderen folgen oder Themen abonnieren.
Die Artikel haben bei Quora meist die Form eines Listicles, d. h., sie lesen sich wie Aufzählungen. Beispiel: Ein Besucher der Seite fragt, warum Menschen vorgeben, jemand anderes zu sein. Die Antworten eines Drehbuchautors beginnen mit:
- Wenn du im Filmgeschäft bist, machst du es, weil du Schauspieler bist.
- Wenn du im Verbrechergeschäft bist, machst du es, um nicht erwischt zu werden.
- Wenn du in der Politik bist, machst du es, um der Welt ein gutes Gesicht zu zeigen …

Auf Quora kommt es allerdings auch oft zu Fragen, die eine Google-Suche schneller hätte beantworten können, etwa „Wo ist Wien?“ oder „Wie viele Einwohner hat Österreich?“. Diese stoßen bei den Nutzern immer wieder auf Ablehnung.